# 西馬音内 盆唄
「西馬音内 盆唄」（にしもない ぼんうた）は、2011年7月22日に発売された城之内早苗の21枚目のシングル。日本三大盆踊りのひとつで国指定重要無形民俗文化財にも指定されている「西馬音内の盆踊」（秋田県雄勝郡羽後町西馬音内）を題材にした演歌。

## 解説
- テイチク移籍後2枚目のシングル。
- 2011年8月、盆踊りに参加した城之内早苗は「足の運びがすごく難しいけれど、本当に色っぽくて柔らかい踊り」と語った[3]。
- カップリング曲は「遠い花火」

## 収録曲
- 両楽曲共に、作詞：喜多條忠、作曲：田尾将実、編曲：南郷達也

1. 西馬音内 盆唄
2. 遠い花火
3. 西馬音内 盆唄（オリジナル・カラオケ）
4. 遠い花火（オリジナル・カラオケ）